# Livelock (videojuego)
Livelock es un videojuego de disparos visto desde arriba que cuenta con modos de un jugador y multijugador cooperativo. Fue desarrollado por el estudio con sede en Montreal, Tuque Games, y distribuido por Perfect World Entertainment el 30 de agosto de 2016.
El juego ha sido descrito como una semejanza a la serie Diablo en términos de jugabilidad, pero con armas y en un escenario posapocalíptico.

## Desarrollo y lanzamiento
El juego fue anunciado por primera vez en enero de 2016. Es el primer juego hecho por Perfect World Entertainment que no es un juego gratuito. El juego pasó a formar parte del programa Xbox Games With Gold en septiembre de 2018.

## Recepción
El juego recibió reseñas «mixtas o medias» de 14 críticos de la industria de PC y PlayStation 4 (PS4), y reseñas «generalmente favorables» de 7 críticos de la industria de Xbox One, con un puntaje agregado en Metacritic de 73/100, 69/100, y 77/100 para sus versiones de PC, PS4, y Xbox One, respectivamente.